# Isaak Mendelevitch
Pour les articles homonymes, voir Mendelevitch.
Isaak Abramovitch Mendelevitch (Исаак Абрамович Менделе́вич), né en 1887 à Moscou et mort en 1952 à Moscou, est un sculpteur soviétique appartenant au mouvement du réalisme soviétique. Il reçoit le prix Staline de deuxième classe en 1942, pour sa statue de Tchkalov à Gorki.

## Biographie
Il naît en 1887 à Moscou dans une famille d'origine juive. Il étudie entre 1909 et 1911 à Paris à l'académie Calorossi, ensuite il étudie la sculpture classique à Rome. Il est l'auteur de nombreuses sculptures de différentes personnalités soviétiques dans plusieurs villes du pays. Il est membre de l'Académie des arts d'URSS.
Il meurt en 1952 à Moscou et est enterré au cimetière Novodiévitchi.

## Quelques œuvres
- Compositions
  - «Le Rire» (1911)
  - «Le Songe» (1914)
  - «Le Printemps» (1916)
  - «Soldat de l'Armée rouge souriant» (1924)
  - «Pilotes» (1932)
  - «Les Trois générations» (1937)

- Statues de personnalités
  - Brodsky
  - Polenov (1916)
  - Svirski (1916)
  - Liebknecht
  - Rosa Luxemburg
  - Victor Hugo
  - Frounzé (1922)
  - Vakhtangov (1924)
  - Tskiouroupa (1926—1927)
  - Boudionny (1927)
  - Djerzinski (1936)
  - Gromov (1938)
  - Nemirovitch-Dantchenko (1942)
  - Tarkhanov
  - Khorava

- Statues monumentales
  - Lénine (1924, 1927)
  - Bauman
  - Tchkalov à Nijni Novgorod (Gorki à l'époque) (1939)
  - Ordjonikidzé
  - Tchaplyguine

## Source
- (ru) Cet article est partiellement ou en totalité issu de l’article de Wikipédia en russe intitulé « Менделевич, Исаак Абрамович » (voir la liste des auteurs).